# Nuraghe Su Mulinu

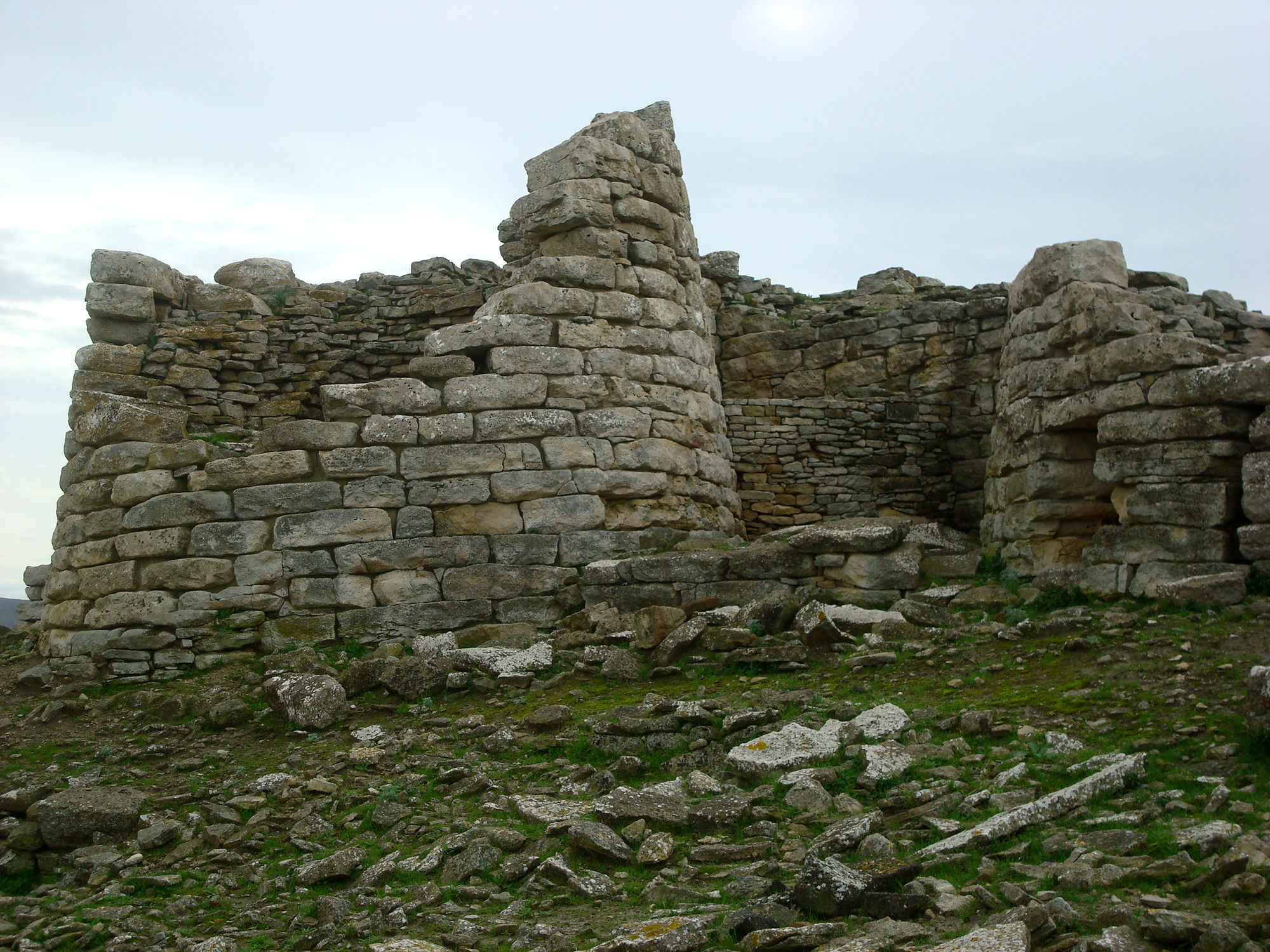
Su Mulinu

Die Nuraghe Su Mulinu ist eine seltene Kombination aus Korridor- und Kuppelnuraghe. Ihr ältester Teil entstand in der Anfangsphase der Nuraghenkultur auf Sardinien etwa zwischen 1800 und 1500 v. Chr. Diese Mischform findet sich ansonsten nur noch bei der Nuraghe S´Ulivera (bei Silanus).
Su Mulinu liegt etwa einen Kilometer südwestlich von Villanovafranca in der Provinz Medio Campidano auf einer Anhöhe über dem Tal des Riu Mannu. Nuraghen sind prähistorische und frühgeschichtliche Turmbauten der Bonnanaro-Kultur (2200–1600 v. Chr.) und der mit ihr untrennbar verbundenen, nachfolgenden Nuraghenkultur (etwa 1600–400 v. Chr.) auf Sardinien.
Die Ausgrabung zeigt drei Bau- bzw. Erweiterungsphasen. Zuerst entstand über einem im Untergrund befindlichen System von teils langen Gängen mit endständigen ovalen Kammern (dem Protonuraghen) eine mehrstöckige, dreieckige Bastion aus Rundtürmen und um den zentralen Turm angeordneten elliptischen Höfen. Später wurde der Bereich durch eine Mauer mit vier Rundtürmen erweitert. Der letzte Umbau fügte den Turm 5 an, dessen Konstruktion wesentlich moderner ist. Die Funde weisen auf eine ab dem 7. Jahrhundert nachlassende Nutzung, die spätestens im 4. Jahrhundert v. Chr. endet. Eine Nachnutzung des Platzes erfolgte dann jedoch bis ins Mittelalter.
Der Platz gehört heute zum Museo archeologico Su Mulinu.